# أربك
أرْبكُ هي بلدة وناحية تاريخيَّة تقع في نواحي الأهواز، وتشتهر بوجود العديد من القرى والمزارع. وتوجد بالقرب منها قنطرة مشهورة لها ذكر في كتب السير وأخبار الخوارج وغيرهم.

## تاريخ
فتحها المسلمون قبل معركة نهاوند في خلافة عمر بن الخطاب عام 17هـ / 639م. وكانت حملة فتحها بقيادة النعمان بن مقرن المزني، الذي قال فيها:

### فهرس المنشورات
1. ↑  الحموي (1977)، ج. 1، ص. 137.

### معلومات المنشورات كاملة
الكتب مرتبة حسب تاريخ النشر
- ياقوت الحموي (1977)، معجم البلدان (ط. 1)، بيروت: دار صادر، OCLC:1014032934، QID:Q114913343